# Château-du-Loir
Château-du-Loir är en kommun i departementet Sarthe i regionen Pays de la Loire i nordvästra Frankrike. Kommunen ligger i kantonen Château-du-Loir som tillhör arrondissementet La Flèche. År 2018 hade Château-du-Loir 4 567 invånare.

## Befolkningsutveckling
Antalet invånare i kommunen Château-du-Loir
| Referens: INSEE |